# ديان ميتروفيتش
ديان ميتروفيتش هو لاعب كرة قدم صربي في مركز الوسط، ولد في 10 فبراير 1973 في Obrenovac ‏ في صربيا. لعب مع أنورثوسيس فاماغوستا ورويال أنتويرب ونادي أو إف كيه بيوغراد ونادي أونياو دا ماديرا ونادي فيسترلو ونادي موسكرون.

## وصلات خارجية
- ديان ميتروفيتش على موقع قاعدة بيانات كرة القدم.إي يو (الإنجليزية)
- ديان ميتروفيتش على موقع عالم كرة القدم.نت (الإنجليزية)